# بهشت آبی من (فیلم ۱۹۹۰)
بهشت آبی من (به انگلیسی: My Blue Heaven) فیلمی محصول سال ۱۹۹۰ و به کارگردانی هربرت راس است. در این فیلم بازیگرانی همچون استیو مارتین، ریک مورانیس، جون کیوسک، ملانی مایرون، بیل اروین، کارول کین، ویلیام هیکی، دبورا راش، دانیل استرن، جس بردفورد، کوری کریر، اد لاتر، جولی بوواسو، کالین کمپ، گوردون کوری، تروی اوانز و کارول سوزی ایفای نقش کرده‌اند.